# Inferno (tidsskrift)
 For alternative betydninger, se Inferno. (Se også artikler, som begynder med Inferno)
Inferno (ISSN 0905-0477) var et dansk tidsskrift om "sci-fi/horror/fantasy/weirdo"-film, der blev udgivet i elleve numre mellem 1989 og 1994, plus et særnummer i 2017.
Bladet blev redigeret og udgivet af Peder Pedersen, der med base i Randers tidligere havde lavet film/tegneserie-bladet Two-Zone (1988) og satte en ære i at give sine publikationer et grafisk design på internationalt niveau. 
Der var næppe nogen subkulturel strømning eller yderliggående nichegenre inden for filmkunsten, som bladets talrige skare af cinefile skribenter ikke kastede sig over med smittende, velinformeret entusiasme.
Inferno hører blandt de mest roste danske fanzines.
| Citat                                      | Inferno har - på godt og ondt - bevaret det ægte fanblads sans for detaljer og flabede attitude overfor filmverdenens institutionelle decorum. [...] Hvis det sproglige blev poleret en smule og den redaktionelle linje blev lagt lidt mere stramt, ville Inferno være tæt på at stå som Danmarks bedste filmblad! | Citat |
| Henrik List, Berlingske Tidende 26.11.1993 | |       |

Bladet udgjorde et markant alternativ til de etablerede filmblade, og satte spor hos en hel generation af danske filminteresserede.
| Citat                                                                | For mit eget vedkommende skylder jeg størstedelen af min filmuddannelse to ting. Dels en videobåndoptager, jeg efter lang tids plageri fik foræret, da jeg fyldte 14 (og som jeg er evig taknemlig for), og dels fyrtårnet blandt de danske undergrundsblade, det hedengangne Inferno. Med det som en uudtømmelig guide til snesevis af ukendte film og instruktører, begyndte jeg at bytte film med andre b-filmsnørder fra det store udland. | Citat |
| Thure Munkholm, Filmmagasinet Mifunes leder i nr. 22, juni/juli 2007 | |       |

| Citat                                       | Det er ikke for meget at sige, at det forandrede min verden og udvidede min horisont. Jeg læste allerede filmtidsskriftet Levende Billeder, som repræsenterede den gode smag, [...] men i Inferno blev jeg introduceret for alt det forbudte, ulækre og fantastiske fra udkanten af den etablerede filmverden. Takket være Inferno opdagede jeg for alvor genrefilmens lyksaligheder, og da fanzinet i begyndelsen af 1990'erne lukkede, var det en sorgens dag. | Citat |
| Christian Monggaard, Information 17.11.2017 | |       |

Med internettets gennembrud sidst i 1990'erne blev behovet for et trykt filmblad som Inferno mindre, og bladet lukkede. I 2017 udkom dog et tolvte nummer, særudgivelsen Inferno Resurrected, som er en limited edition (500 eksemplarer) på 132 sider med bl.a. den "ultimative serial killer movie guide", der var blevet lovet tilbage i nr. 11, 1994.

## Skribenter
- Allan Porst Andersen
- Nicolas Barbano
- David Bjerre
- Frank Brahe
- Claus Christensen
- Jesper Nicolaj Christiansen
- Jesper Dannerfjord
- Viggo Degnbol
- Jørgen Elbang
- Kim Foss
- Peter Risby Hansen
- Lars Hegnet
- Gregers Jacobsen
- Søren Henrik Jacobsen
- Jack Jensen (aka Jack J)
- Larz Jenzen
- Peter Johansen
- Kim Kirkegaard
- Jan Madsen
- Jesper Moerch
- Erwin Neutzsky-Wulff
- Simon Nielsen
- Henrik Pedersen
- Peder Pedersen
- Erik L. Petersen
- Niels K. Petersen
- Hans-Jørn Reimer
- Mia Rendix
- Aida Riberholt-Rischel
- Thomas Rostock
- Henrik Rytter
- Steen Schapiro
- Rikke Schubart
- Torben Simonsen
- Jack Stevenson
- Erik Sulev
- Jytte Svendsen
- Henrik Sylow
- Jens Sørensen
- Tommy Prang Vonsyld
- Miguel Gasull Wrisberg
- Jesper Ørsted
- Leif Åstrand

## Eksterne kilder
- Jakob Stegelmann: Lille filmblad i fin form (Berlingske Tidende, 22.3.1993)
- Helene Navne: 5 fede ting i det flabede undergrunds-filmmagasin Inferno, der er genopstået fra graven (Politiken, 3.11.2017)
- Thomas Winther: Inferno og dets børn – en gennemgang af danske filmfanzines
- Gys og ketchup - tv-program fra 19. maj 1994 om horrorkultur i Randers